# Nikos Kypurgos
Nikos Kypourgos (grec Νίκος Κυπουργός, Atenes, 21 d'abril de 1952) és un compositor grec.
Kypourgos va estudiar dret i ciències polítiques a la Universitat d'Atenes. Al mateix temps, va prendre classes de teoria musical i música contemporània de Yannis Papaioannou. Com a becari de la Fundació Alexander Onassis, va continuar la seva formació al Conservatori de París, on, entre altres coses, va assistir a les classes de composició de Max Deutsch i Iannis Xenakis i també va estudiar etnomusicologia i educació musical. A més d'òperes, ballets, obres de teatre i partitures de pel·lícules, va compondre música i cançons d'orquestra i de cambra. Knots, una peça coral per a 16 veus, va guanyar el primer premi a la UNESCO International Rostrum of Composers l'any 1979. En l'àmbit de la música de cinema, Kypourgos ha guanyat més de 20 premis, entre ells el Premi de l'Acadèmia de Cinema Grec l'any 2021 i els premis a la Millor Música de Cinema a la Mostra de Cinema de València i al Festival de Cinema d'Antalya.

## Obres
- Asterinos & Chryssomalloussa, amb Lena Platonos, Dimitris Marangopulos i Nikos Christodolu, òpera radiofònica per a nens, 1979
- Knots, peça coral a 16 veus, 1979
- Olisthima per a trio de corda, 1980
- Ode to Pindar für fünf Stimmen, 1981
- Symphonique per a cinc veus, 1981
- Symphonique per a quatre veus en quatre idiomes, 1981
- Chenille per a flauta, clarinet, clarinet baix, violí, viola, violoncel i percussió, 1983
- In Athens, música de ballet, 1985
- Pteroen per a conjunt de cambra i cinta, 1986
- Δύο παραδοσιακά τραγούδια, για παιδική χορωδία, 1988
- Medea, música de ballet per a cinta, 1992
- Silence, the King is Listening, Musical, 1993
- Film Suite No. 1 per a orquestra de corda i piano, 1994
- Nine Musical Images for Guitar, 1996
- Three Byzantine Hymns per a cor masculí, 1999
- Secrets’ Garden, cançons per a nens, 2001
- Digenis Akritas, òpera popular, 2002
- La Celestina, suite d'estil antic per a cordes, 2002
- Invocations, tres chorodes d'Eurípides per a cor mixt i orquestra de cambra, 2003
- Double Helix, música per a la cerimònia d'obertura dels Jocs Olímpics d'Atenes, 2004
- Silent Woman, suite d'estil antic per a nou instruments, 2005
- Sweet Suite del tema Manos Hadjidakis, per a orquestra, 2006
- «Δειλινό με σύννεφα έτσι όπως τ’ αποτυπώνει της ορτανσίας η ακοή» per a orquestra, 2006
- The Rocks, música de ballet, 2006
- Report to Moralis per a corda, piano i percussió, 2007
- Andromaque, suite per a orquestra, 2007
- Orient Express Suite, set miniatures orquestrals per a cordes i percussió, 2008
- Film Suite «In Canto» per a veu femenina i orquestra, 2008
- Parade per a quintet de metalls, 2008
- Four Byzantine Hymns per a octet de vent, 2008
- Ta Peran (Lluny) per a cor infantil, orgue i orquestra, 2008, 2008
- Beware, the Prince is Messy!, òpera per nens, 2013
- A Quiet Voice, música de ballet, 2014
- Medusa, música de ballet, 2014
- Peace by Aristophanes, comèdia musical, 2017
- Medea by Bost, 2019